# Rhabdoblatta takahashii
Rhabdoblatta takahashii är en kackerlacksart som beskrevs av Asahina 1967. Rhabdoblatta takahashii ingår i släktet Rhabdoblatta och familjen jättekackerlackor.
Artens utbredningsområde är Taiwan. Inga underarter finns listade i Catalogue of Life.